# Gerardo Torrado
 Gerardo Torrado Díez de Bonilla, plus connu sous le nom de  Gerardo Torrado, né le 30 avril 1979 à Mexico, est un footballeur international mexicain.  Il joue au poste de milieu de terrain défensif de 1997 à 2017, date à laquelle il met fin à sa carrière.

## Carrière

### En équipe nationale
Il fait ses débuts internationaux en juin 1999 contre l'équipe d'Argentine.
Torrado participe à la coupe du monde 2010 avec l'équipe du Mexique, après avoir disputé celle de 2006 et celle de 2002.

## Palmarès
- Participation à trois Coupes du monde : 2002, 2006 et 2010
- Vainqueur de la Gold Cup 2009 et 2011
- Vainqueur de la Coupe des confédérations 1999
- Vainqueur de la Ligue des champions de la CONCACAF en 2014